# Пинар Кур
Пинар Кур (Бурса, 15. април 1943 — Истанбул, 15. јул 2025) била је турска књижевница и преводилац.

## Ране године и образовни живот
Њена мајка, Исмет Кур, била је наставница турског језика и књижевности, а њен отац, Бехрам Кур, који је био Азербејџанац, био је професор француског и математике.
Након што је завршила средњошколско образовање на Роберт колеџу, завршила је додипломско образовање на Квинс колеџу и Универзитету Богазици. Затим је докторирала компаративну књижевност на Универзитету Сорбона.
Њен роман „Жена за вешање” одузет је због „опсцености”. Постала је инструктор енглеског језика на Школи страних језика Универзитета у Истанбулу. Тренутно је предавач на катедри за медије и комуникационе системе на Истанбул Билги универзитету. Процењено је да је достојна почасне награде у оквиру Дана приче у Анкари у мају 2013. Специјална архива Пıнар Кур налази се у Фондацији библиотеке и информационог центра за Женске радове.

## Приватни живот
Њен син Емрах Колукис, рођен из брака са глумцем Џаном Колукисом, такође је глумац.